# Sri Sudachan
Thao Sri Sudachan (lingua thai: ท้าวศรีสุดาจันทร์; XVI secolo – Ayutthaya, 1548) fu consorte di rango minore del re Chairacha del Regno di Ayutthaya, nell'odierna Thailandia. Alla morte di questi, tra il 1546 ed il 1548 fu reggente del figlio Yot Fa.
Secondo alcune delle cronache di quel tempo, fu responsabile dell'assassinio di entrambi i sovrani. Complice del secondo regicidio fu il suo amante Phan Sri But Thep, che Sri Sudachan aveva fatto nominare prima co-reggente e poi re con il titolo Khun Worawongsa. Osteggiati da buona parte dell'aristocrazia di corte, rimasero vittime di un'imboscata tesa dai nobili del clan di Sukhothai e furono giustiziati poche settimane dopo che Worawongsa era salito al trono.

## Biografia

### Il regno di Chairacha
Secondo le varie fonti siamesi del tempo, spesso in contraddizione tra loro, re Chairacha ebbe alcune concubine e consorti di rango minore, tra le quali Sri Sudachan, una principessa che secondo alcuni era discendente della dinastia di Uthong di Ramathibodi I, con la quale ebbe nel 1535 il principe Yot Fa e nel 1541 il principe Sri Sin. Il sovrano si assentò spesso da Ayutthaya, impegnato in campagne militari contro i regni di Lanna, Lan Xang e Toungoo (l'odierna Birmania). L'amore per un funzionario di corte, l'ambizione e la brama di potere di questa consorte si sarebbero rivelate fatali sia per Chairacha che per Yot Fa.

### Reggente
Nei suoi ultimi mesi di vita, Chairacha ebbe diversi problemi di salute e morì nel 1546, poco dopo essere tornato ad Ayutthaya da una spedizione contro il Regno Lanna. Secondo l'autobiografia dell'avventuriero portoghese Fernão Mendes Pinto, che soggiornò per qualche tempo a corte, il sovrano fu avvelenato da Sri Sundachan, anche se non vengono forniti particolari su come questa sia riuscita a sfuggire alla punizione. Al suo posto salì al trono l'undicenne Yot Fa, che ebbe come reggenti la madre Sri Sudachan e lo zio Thianracha, fratellastro di Chairacha e viceré con la carica di Uparat. Dopo qualche tempo, vi furono attriti fra i due reggenti e Thianracha preferì lasciare gli incarichi di Stato per entrare temporaneamente in un wat come monaco buddhista.
Secondo il diplomatico e storico olandese Jeremias Van Vliet, direttore nel XVII secolo dell'ufficio di Ayutthaya della Compagnia olandese delle Indie orientali, Sri Sudachan conobbe e si innamorò del bramino di corte Phan Sri But Thep dopo l'incoronazione di Yot Fa, mentre secondo Pinto si conoscevano già da prima. La reggente fece assegnare all'amante un alto incarico a palazzo, gli conferì il titolo Khun Jinarat e gli affidò l'organizzazione di un gran numero di truppe a protezione del giovane sovrano. Khun Jinarat scelse soldati di cui si fidava e li utilizzò per sopprimere i mandarini che si opponevano ai disegni di potere della coppia di amanti. Dopo aver eliminato i principali oppositori, Sri Sudachan impose che Khun Jinarat la affiancasse nell'incarico di reggente con il nuovo titolo di Khun Worawongsa.

### Ascesa al trono dell'amante e morte
Secondo buona parte delle cronache del tempo, fu la coppia ad uccidere il giovane re Yot Fa nel 1548. Le cause precise della morte sono tuttora avvolte dal mistero. Secondo la versione Luang Prasoet delle Cronache di Ayutthaya, Yot Fa fu vittima di un incidente. Secondo altre cronache più recenti fu giustiziato al Wat Khok Phraya, tristemente famoso nella storia del regno come sito dove venivano giustiziati o puniti i membri della casa reale, come era successo al giovane re Thong Lan nel 1388. Van Vliet sostenne che fu avvelenato dalla madre, mentre secondo Pinto ad avvelenarlo fu Worawongsa.
Il trono fu affidato a Worawongsa, mentre al fratello di questi, Nai Chan, venne assegnata un'alta carica di governo. Nel frattempo Sri Sudachan aveva partorito una figlia di Worawongsa. Il regno durò solo alcune settimane, un gruppo di nobili del clan di Sukhothai lealisti alla causa della Dinastia di Suphannaphum iniziò a tramare per assassinare la coppia. Assicuratisi che Thianracha fosse disponibile a diventare re, i cospiratori Khun Inthorathep, Mün Ratchasaneh e Luang Si Yot, guidati dal principe Khun Phiren Thorathep, consultarono l'oracolo cittadino e vennero a sapere che il regno di Thianracha sarebbe nato sotto i migliori auspici.
Per legittimare il proprio diritto al trono, l'usurpatore Worawongsa era alla ricerca di un elefante bianco, un animale ritenuto sacro nel sudest asiatico e simbolo di potere regale. I cospiratori fecero sapere al sovrano che ne era stato avvistato uno di dimensioni eccezionali a Lopburi, e questi si mise in viaggio assieme alla famiglia con l'imbarcazione reale per andare a domarlo di persona. L'imboscata fu tesa lungo il fiume nei pressi di Ayutthaya; considerato indegno di un trattamento regale, l'usurpatore non fu ucciso nel classico modo in cui venivano giustiziati i membri della casa reale, che venivano legati in un sacco e percossi con legno di sandalo, ma venne decapitato assieme a Sri Sudachan e alla neonata. Fu invece risparmiato Sri Sin, che era figlio di Chairacha. Quello stesso giorno fu ucciso anche Nai Chan, il fratello di Worawongsa.
Fu quindi acclamato sovrano Thianracha con il nome regale Maha Chakkraphat, che si prese in carico la tutela del nipote Sri Sin e ricompensò con generosità i nobili che lo avevano posto sul trono. In particolare, diede in sposa la propria figlia a Khun Phiren Thorathep, che nominò governatore di Phitsanulok con il titolo regale Maha Thammaracha.

## Nei media
Le vicende legate a Worawongsa e Sri Sudachan sono state raccontate anche nel colossal thailandese a fondo storico del 2001 สุริโยทัย (Suriyothai), uscito in DVD in Italia con il titolo Suriyothai - Il sole e la luna. La pellicola è stata promossa dalla regina consorte Sirikit e diretta da Chatrichalerm Yukol, un membro della casa reale thailandese, e narra le eroiche gesta della regina Sri Suriyothai, consorte regale di Maha Chakkraphat. In questa versione romanzata della storia di quel tempo, i due amanti vengono parzialmente rivalutati come membri della Dinastia di Uthong, ed i loro intrighi sono rappresentati come uno sforzo per ridare dignità regale alla decaduta dinastia, il cui capo-stipite fu il fondatore di Ayutthaya Ramathibodi I. Tale ipotesi ha aggiunto ulteriore confusione alle contraddittorie versioni delle già esistenti cronache della storia di quel periodo.
Un altro film thailandese in cui viene narrata la storia di Sri Sudachan è The King Maker, diretto nel 2005 da Lek Kitaparaporn, basato sulle avventure di un mercenario portoghese assoldato da re Chairacha.